# Tenebriochernes pilosus
Espèce
Tenebriochernes pilosus est une espèce de pseudoscorpions de la famille des Chernetidae.

## Distribution
Cette espèce est endémique du département de Córdoba en Colombie. Elle se rencontre vers Montería.

## Description
La femelle holotype mesure 3,9 mm et les mâles de 3,5 à 3,6 mm.

## Publication originale
- Bedoya-Roqueme & Torres, 2019 : Tenebriochernes, a new genus and species of Chernetidae (Arachnida:Pseudoscorpiones) from north-western Colombia, with ecological observations. Zootaxa, no 4624(1), p. 87–107.